# Wilhelm von Fircks (General, 1794)
Wolf Wilhelm Bernhard Christian Ernst Freiherr von Fircks (* 30. März 1794 in Berlin; † 2. Februar 1862 in Breslau) war ein preußischer Generalmajor.

## Leben

### Herkunft
Wilhelm war ein Sohn des Herrn auf Volkstedt und Kammerherrn Ernst Wilhelm von Fircks (1770–1816) und dessen Ehefrau Charlotte Wilhelmine Luise, geborene von Klüx (1771–1834). Sie war eine Tochter des preußischen Generalleutnants Wolfgang Heinrich Ernst von Klüx.

### Militärkarriere
Fircks besuchte das Berliner Kadettenhaus und wurde nach dem verlorenen Vierten Koalitionskrieg am 14. Dezember 1807 nach Hause geschickt. Im Jahr 1809 trat er als Schütze in das Schlesische Schützenbataillon der Preußischen Armee ein und avancierte bis Anfang Juli 1811 zum Sekondeleutnant. Während der Befreiungskriege nahm Fircks an der Belagerung von Erfurt sowie an den Kämpfen bei Großbeeren, Bautzen, Dresden, Kulm, Meißen, Geißhübel, Peterswalde, Laon, Paris, Gue-a-Treme, May, La Ferte und Claye teil. Bei Leipzig wurde er verwundet und mit dem Eiserne Kreuz II. Klasse sowie dem Orden der Heiligen Anna III. Klasse ausgezeichnet.
Am 3. Oktober 1816 kam Fircks in die Adjutantur und als Adjutant zu seinem Onkel, dem Generalmajor von Klüx. Am 29. März 1816 wurde er zum Premierleutnant befördert und kehrte am 14. August 1816 zum Schlesische Schützenbataillon zurück. Dort erhielt er am 24. September 1820 den Charakter als Kapitän und Kompaniechef sowie am 19. März 1821 das dazugehörige Patent. Er wurde am 16. Februar 1827 zum Kommandeur der 2. Schützenabteilung ernannt und am 30. März 1834 zum Major befördert. Anfang September 1835 erfolgte seine Aufnahme in den Johanniter-Orden. Am 17. April 1839 wurde Fircks Direktor der Divisionsschule der 7. Division. Am 18. Januar 1844 wurde ihm die Führung des Freiherrentitels gestattet. Ende März 1844 stieg er zum Oberstleutnant auf und erhielt Anfang November 1844 das Kommando über das Füsilier-Bataillon im 10. Infanterie-Regiment. Unter Beförderung zum Oberst beauftragte man Fircks am 27. März 1847 zunächst mit der Führung des 23. Infanterie-Regiment und ernannte ihn am 13. Januar 1948 zum Regimentskommandeur. Bereits am 6. April 1848 erhielt er seinen Abschied mit Pension und der Berechtigung zum Tragen der Regimentsuniform. Nach seiner Verabschiedung wurde ihm am 20. Januar 1857 der Charakter als Generalmajor verliehen, bevor er am 30. März 1858 mit Pension zur Disposition gestellt wurde. Anlässlich der Krönungsfeierlichkeiten von König Wilhelm I. erhielt Fircks am 18. Oktober 1861 den Roten Adlerorden III. Klasse mit Schleife. Er starb am 2. Februar 1862 in Breslau.
In seiner Beurteilung im Jahr 1847 schrieb sein Brigadekommandeur: „Mit der Konduite von 1846 vollständig einverstanden in Bezug auf geistige und moralische Eigenschaften. Die bisherigen Leistungen als Regimentskommandeur rechtfertigen die Voraussicht, daß der Oberst von Fircks die Mittel besitzt, um den Anforderngen an diesen wichtigen Wirkungskreis zu genügen. Wer ununterbrochene 36 Jahre bei den Jägern diente, muß für die Ausbildung eines Linien-Infanterieregiments sich allerdings erst anders einleben. Oberst von Fircks strebt emsig danach. Bei Gelegenheit des mir übertragenen des mir übertragenen Kommandos gegen die Insurrektion in Krakauischen 1846 stand der damalige Oberstlieutenant von Fircks als Bataillonskommandeur unter meinem Befehl. Er war detachiert und leistete vollständig Befriedigendes.“

### Familie
Fircks heiratete am 4. Oktober 1820 in Carolath Ordalie Prinzessin von Schoenaich-Carolath (1796–1837). Sie war eine Tochter des Fürsten Heinrich Karl Erdmann zu Carolath-Beuthen (1759–1817) und dessen erster Ehefrau Amalie von Sachsen-Meiningen (1762–1798). Der General Heinrich zu Carolath-Beuthen war ihr Bruder. Aus der Ehe gingen folgende Kinder hervor:
- Heinrich (1821–1901), preußischer Leutnant a. D., Erbherr auf Alt-Görzig

⚭ 19. April 1853 Agnes von Bredow (1832–1854), Tochter von Ferdinand Friedrich Karl von Bredow (1795–1857) und der Karoline Charlotte Louise Sophie von Bredow (1803–1844)
⚭ 16. Dezember 1865 Ida Elise Weinstrauch (1848–1904)
- Alma Luise Caroline Adelheid Blanka Clothilde (1822–1887), Ehrendame des Theresienordens ⚭ 1851 Heinrich zu Carolath-Beuthen (1783–1864)
- Chlothar (1824–1896), seit 1857 Graf von Blankensee-Fircks ⚭ Marie Auguste Gräfin von Blankensee (1834–1884), auf Wugarten und Zemlin

Nach dem Tod seiner ersten Frau heiratete er am 17. März 1840 in Breslau Ernestine von Rabe (1802–1866), verwitwete von Warburg. Das Paar hatte einen Sohn:
- Karl Ernst Wilhelm (1840–1896), preußischer Generalmajor ⚭ Anna von Prittwitz und Gaffron (1849–1927)